# Micrasema difficile
Micrasema difficile is een schietmot uit de familie Brachycentridae. De soort komt voor in het Palearctisch gebied.